# R. Færchs Fabrikker
R. Færchs Fabrikker var en dansk tobaksproducent, der var beliggende i Holstebro. R. Færchs Fabrikker dannede i 1961 Skandinavisk Tobakskompagni sammen med tobaksproducenterne Chr. Augustinus Fabrikker og C.W. Obel. R. Færchs Fabrikker ejede frem til 2008 15% af aktierne i Skandinavisk Tobakskompagni. 

## Historie
Virksomheden blev grundlagt af Rasmus Færch i 1869 og var i begyndelsen beliggende i byens centrum, men i perioden 1899 – 1939 ekspanderede virksomheden grundet opkøb af flere konkurrenter, hvilket dannede grundlag for store produktionsstigninger, og perioden var præget af store om- og tilbygninger. R. Færchs Tobaksfabrik var blevet en stor virksomhed i Holstebro og beskæftigede i 1939 ca. 500 medarbejdere. I 1948 var størstedelen af produktionen beliggende på Herningvej i bygninger tegnet af Ebbe Andresen.
I 1949 stiftedes Aktieselskabet R. Færch A/S med det formål at drive fabrikation og handel med cigarer, cigaretter, tobakker og dermed beslægtede artikler.